# King Charles III (telefilme)
King Charles III (br: Rei Charles III) é um telefilme britânico de 2017 dirigido por Rupert Goold e adaptado por Mike Bartlett a partir de sua peça com o mesmo nome. É estrelado por Tim Pigott-Smith, que morreu antes da transmissão do filme, como Charles.
O filme enfoca o reinado de Charles, Príncipe de Gales e o drama político circundante, como resultado de sua ascensão ao trono. A peça original estreou no Almeida Theatre, em Londres, em 2014, antes de ser transferida para o West End e a Broadway, ganhando o Olivier Award de Melhor Peça em 2015.
O filme foi transmitido em 10 de maio de 2017 na BBC Two no Reino Unido, antes de ser transmitido em 14 de maio de 2017 na PBS nos EUA. Foi lançado em DVD no em 15 de maio de 2017.

## Elenco
Família real
- Tim Pigott-Smith ...Rei Charles III
- Oliver Chris ...William, Príncipe de Gales
- Richard Goulding ...Príncipe Harry
- Charlotte Riley ...Catherine, Princesa de Gales
- Margot Leicester ...Rainha Camilla
- Katie Brayben ...o fantasma de Diana, Princesa de Gales[3]

Políticos e figuras publicas
- Adam James ...Primeiro ministro Tristan Evans
- Priyanga Burford ...Mrs Stevens, o líder da oposição
- Ian Redford ...Douglas Rowe, o presidente da Câmara dos Comuns
- John Shrapnel ...Arcebispo da Cantuária
- Rupert Vansittart ...Sir Matthew, general

Outros
- Tim McMullan ...James Reiss
- Tamara Lawrance ...Jessica Edwards
- Max Bennett ...Coottsey
- Parth Thakerar ...Spencer
- Tom Mothersdale ...Bob
- Nyasha Hatendi ...Paul